# Sylvietta isabellina
Sylvietta isabellina е вид птица от семейство Macrosphenidae.

## Разпространение
Видът е разпространен в Етиопия, Кения, Сомалия и Танзания.